# Battaglia di Matsukawa
La battaglia di Matsukawa (松川の戦い?, Matsukawa no tatakai) avvenne nel 1601 nel sud della provincia di Mutsu, durante i tentativi di Date Masamune di riconquistare il castello di Fukushima, governato per gli Uesugi da Honjō Shigenaga.
Dopo la vittoria di Tokugawa Ieyasu durante la battaglia di Sekigahara, gli Uesugi, in ritirata dalla campagna di Keichō Dewa, ritornarono al proprio feudo. Date Masamune cercò subito di approfittare della situazione ed invase i territori Uesugi per ricoquistare Fukushima, che era stato storicamente governato dal clan Date. Ma Masamune si ritirò quando venne a conoscenza che Uesugi Kagekatsu stava guidando un'armata in aiuto dal castello.
L'anno successivo l'area fu teatro di un continuo scontro tra forze Uesugi e Date poiché Masamune cercò continuamente di riconquistare Fukushima, ma fu sempre respinto da Shigenaga. Alla fine decise di invadere nuovamente l'area con un'armata e invase l'area il 23 maggio. Shigenaga, venuto a conoscenza dell'arrivo delle forze Date, uscì dal castello e le caricò nei pressi di Matsukawa il 28 maggio, venendo sconfitto e costretto al ritiro all'interno del maniero.
A questo punto l'assedio ebbe inizio e Shigenaga, capendo che il castello in pericolo, incaricò un suo generale di uscire di nascosto il quale, oltrepassando il fiume Abukama, piombò con ferocia direttamente sul quartier generale di Masamune. Le forze di Masamune furono gravemente sconfitte e iniziarono a fuggire. Masamune stesso ripiegò a Oyama, ordinando la ritirata dopo che Shigenaga era uscito dal castello e con i suoi uomini aveva bruciato le provviste delle forze assedianti.